# Begonia glauca
Espèce
Synonymes
- Pritzelia glauca Klotzsch[1] [2]

Begonia glauca est une espèce de plantes de la famille des Begoniaceae. Ce bégonia est originaire du Pérou. L'espèce fait partie de la section Cyathocnemis. Elle a été décrite en 1855 sous le basionyme de Pritzelia glauca par Johann Friedrich Klotzsch (1805-1860), puis elle a été recombinée dans le genre Begonia en 1864 par Alphonse Pyrame de Candolle (1806-1893), à la suite des travaux de Hipólito Ruiz López (1754-1815) et José Antonio Pavón (1754-1844). L'épithète spécifique glauca signifie « de couleur vert bleuâtre ».

## Répartition géographique
Cette espèce est originaire du pays suivant : Pérou.